# Лион (округ, Флорида)
Ли́он (англ. Leon county) — округ штата Флорида Соединённых Штатов Америки. На 2000 год в нем проживало 239 452 человек. По оценке бюро переписи населения США в 2008 году население округа составляло 264 063 человек. Окружным центром и столицей штата является город Таллахасси.
Здесь расположены два известных университета: Флоридский университет A&M и Университет штата Флорида. Средний уровень образования жителей округа Лион является наибольшим среди всех округов Флориды.

## История
Округ Лион сформирован в 1824 году из части округа Гадсден. Он был назван в честь Хуана Понсе де Леона, испанского конкистадора, первым из европейцев высадившимся на берег Флориды.